# Massiccio Lauzière-Grand Arc
Il Massiccio Lauzière-Grand Arc (detto anche in forma più breve: Massiccio della Lauzière - in francese Massif de la Lauzière) è un gruppo montuoso delle Alpi francesi che si trova nel Dipartimento della Savoia tra la riva destra della Bassa Moriana e la riva sinistra della Tarantasia. Raggiunge la sua massima elevazione con il Grand Pic de la Lauzière a 2.829 m s.l.m.

## Classificazione
Secondo la SOIUSA il Massiccio Lauzière-Grand Arc è un supergruppo alpino con la seguente classificazione:
- Grande parte = Alpi Occidentali
- Grande settore = Alpi Nord-occidentali
- Sezione = Alpi Graie
- Sottosezione = Alpi della Vanoise e del Grand Arc
- Supergruppo = Massiccio Lauzière-Grand Arc
- Codice = I/B-7.II-F

Secondo altre classificazioni è un massiccio alpino indipendente.

## Delimitazioni
Confina:
- a nord-est con le Alpi del Beaufortain e separato dal corso del fiume Isère;
- a sud-est con il Massiccio Gébroulaz (supergruppo delle Alpi della Vanoise e del Grand Arc) e separato dal colle della Madeleine;
- a sud-ovest ed a ovest con la Catena di Belledonne e separato dal corso del fiume Arc;
- a nord-ovest con le Prealpi dei Bauges e separato dal corso del fiume Isère.

## Suddivisione
Secondo la SOIUSA il massiccio è suddiviso in due gruppi (tra parentesi i codici SOIUSA dei due gruppi):
- Gruppo della Lauzière (I/B-7.II-F.15)
- Gruppo del Grand Arc (I/B-7.II-F.16).

I due gruppi hanno orientamento nord-sud e sono separati dal Colle di Basmont

## Vette principali

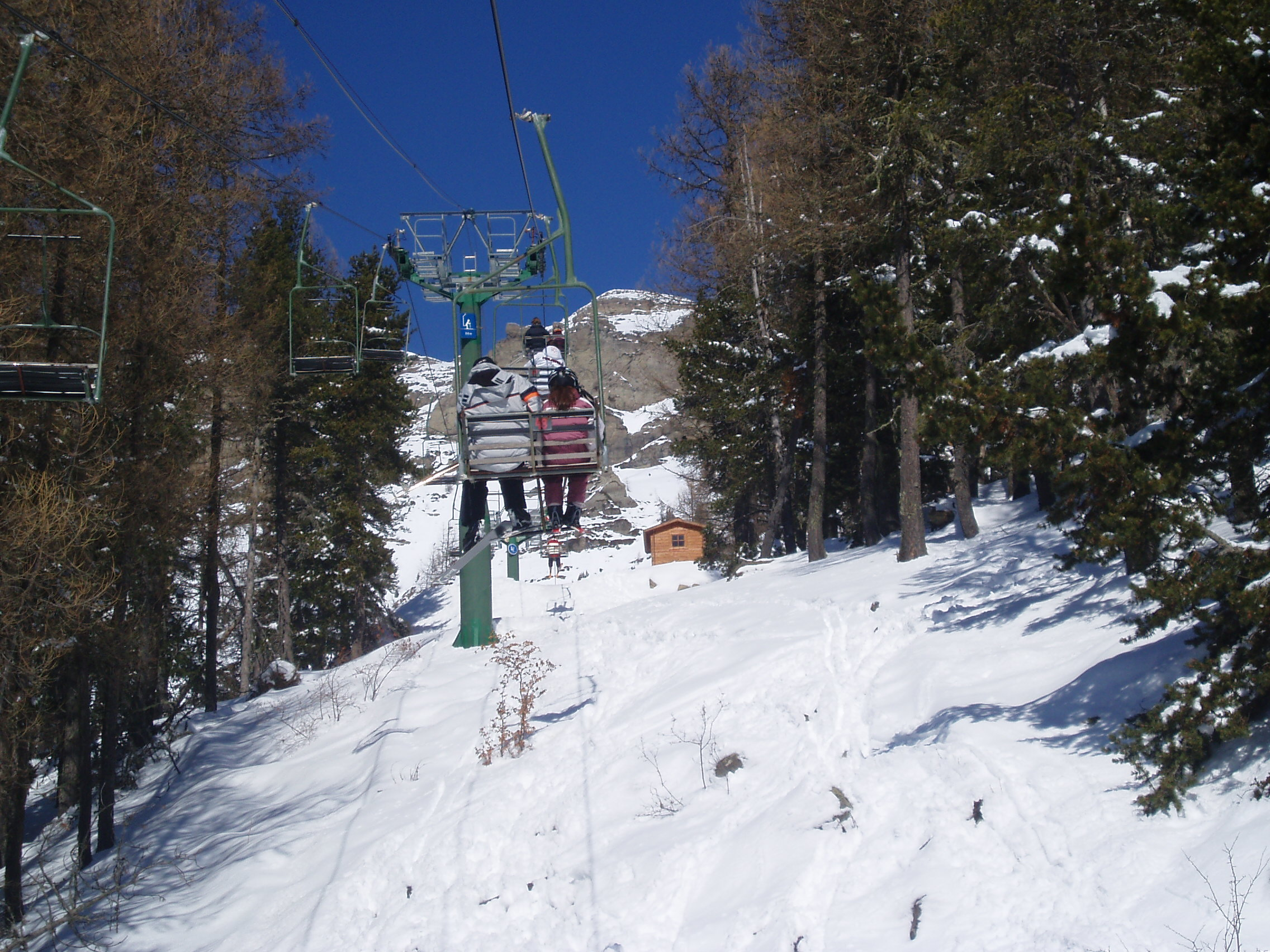
sport invernali sulla Lauzière

Da nord a sud (Gruppo della Lauzière):
- Mont Bellacha, 2483 m
- Mont de la Perrière, 2436 m
- Pointe des Marmottes Noires, 2339 m
- Pointe de Combe Bronsin, 2499 m
- Grande Muraille, 2462 m
- Pic de Lacha, 2436 m
- les Frettes, 2527 m
- Pointe Saint-Jacques, 2531 m
- Pic du Rognolet, 2656 m
- Roche Noire, 2581 m
- Aiguille de la Balme, 2696 m
- Grand Pic de la Lauzière, 2829 m, punta culminante del gruppo
- Gros Villan, 2746 m
- Grande Cantine, 2700 m
- Rocher de Sarvatan, 2510 m
- Roc Rouge, 2375 m
- Roche Bénite, 2297 m
- Rocher du Vieux, 2256 m
- Grand Mas, 2235 m

Da nord a sud (Gruppo del Grand Arc)
- Grande Lanche, 2110 m
- Dent du Corbeau, 2286 m
- Tuile, 2294 m
- Grand Arc, 2484 m, punta culminante del gruppo
- Petit Arc, 2365 m
- Char de la Turche, 2010 m

## Geologia
Da questo punto di vista il Massiccio Lauzière-Grand Arc è solidale con la Catena di Belledonne: infatti è composto da rocce di natura cristallina (graniti e gneiss).